# (36277) 2000 AG172
2000 AG172 (asteroide 36277) é um asteroide da cintura principal. Possui uma excentricidade de 0.13027250 e uma inclinação de 8.12125º.
Este asteroide foi descoberto no dia 7 de janeiro de 2000 por LINEAR em Socorro.